# Neret
|  | Per a altres significats, vegeu «Neret (desambiguació)». |

El neret (Rhododendron ferrugineum) és un arbust de la família de les ericàcies. També rep el nom de gavet, abarset, barset, boix florit, boix de Núria, boixerica, boixerola, gafet, ganxet, pentecostera, salabardà, talabard.

## Descripció
És un arbust glabre, de branques tortuoses, de fins a 1,5 metres d'alt. Les fulles són ovades estretides gradualment, d'uns 3 a 5 cm, coriàcies, d'un verd fosc lluent per l'anvers. El revers de les fulles és de color groc rogenc, que li dona el nom científic de ferrugineum.
Les flors són grosses i vistoses, d'1 a 2 cm de llargada, de color roig viu amb forma de campana; estan disposades en raïms terminals de 4 a 10 flors. La floració té lloc entre els mesos de juny i agost.
El fruit és una càpsula oblonga, petita, d'uns 6 o 7 mm.

## Distribució i hàbitat
Creix just per sobre del límit arbori als Alps i Pirineus (és part de la flora de Catalunya), el Jura i nord dels Apenins sobre sòls àcids.
Dominen a les landes i a l'estrat arbustiu dels boscs de coníferes en obagues i replans molt nivosos, principalment a l'estatge subalpí entre els 1.500 i els 2.500 metres.

## Toxicitat
R. ferrugineum és moderadament tòxic, ja que conté arbutina, aricolina i rhodoxantina, i pot causar vòmits i altres problemes.

## Malalties del neret

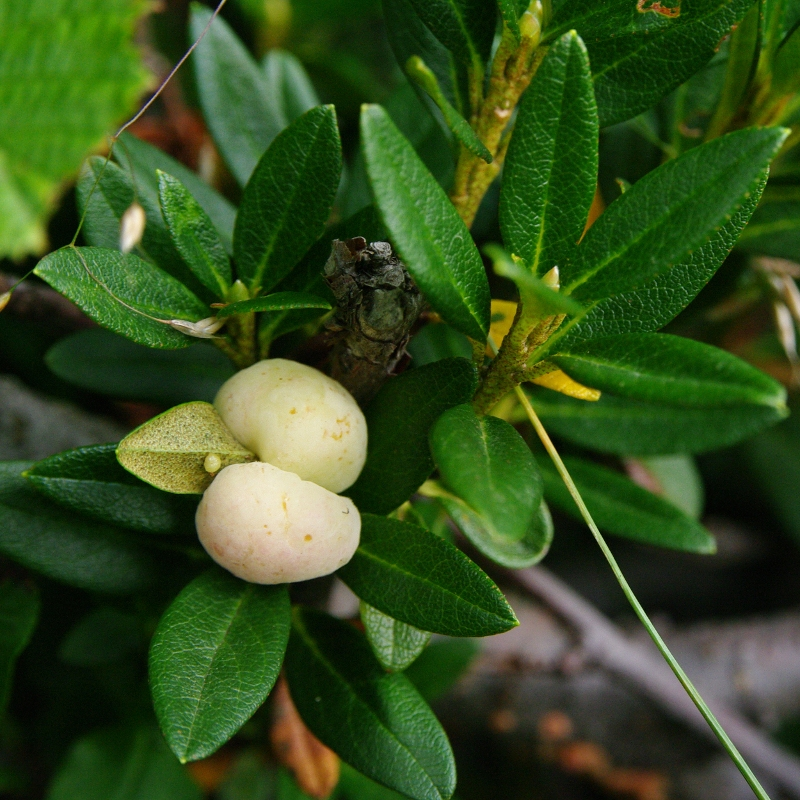
Exobasidium rhododendri

De vegades, a sobre de les fulles es pot veure una mena de tumor blanquinós, verdós o amb tons vermellosos que ens recorda a una gala com les que desenvolupen algunes espècies vegetals. En aquest cas però, es tracta del cos fructifer d'un fong paràsit del grup dels basidiomicets, anomenat Exobasidium rhododendri